# Отто I (герцог Баварії)
Отто I Рудий (*Otto I. der Rotkopf бл. 1117 — 11 липня 1183) — пфальцграф Баварії у 1156—1180 роках (як Оттон VI), герцог Баварії у 1180—1183 роках. Нумерація герцогів з ім'ям Оттон з 1180 року розпочинається заново (до Оттона I Віттельсбаха було двоє герцогів з тим же ім'ям). Перший представник роду Віттельсбахів, що правили Баварським герцогством 738 років до1918 року.

## Життєпис

### Молоді роки
Походив зі знатного баварського роду, який виводив своє походження від баварського герцогського роду Луїтпольдингів. Син Оттона V, граф Шейерна та пфальцграфа Баварії, володіння якого розташовувалися між Мангфаллталем і Кельхайм. Оттон V на початку XII століття звів замок Віттельсбах, за яким рід отримав свою назву. Матір'ю була Ейліка фон Петтендорф. Народився близько 1117 року в родинному замку Келгайм. Вперше його згадано у 1129 році.Мав братів Конрада I, єпископа Майнцу та Оттона VII, чий син Оттон VIII вбив короля Філіпа Швабського.
1147 року Оттон відправився разом з батьком у Другий хрестовий похід в складі війська Конрада III, короля Німеччини, з якого повернувся 1149 року. У 1150 році Оттон образив Оттона, єпископа Фрейзінга, зведеного брата Конрада III, за що в кінці 1150 року папа римський відлучив його від церкви. За це король рушив проти Віттельсбахів, взявши в облогу пфальцграфа Оттона V і його синів в замку Кельгайм. В результаті пфальцграф був змушений здати замок, а одного з синів віддати в заручники. Вважається, що ним був саме Оттон.
У 1152 році після смерті Конрада III, Оттон був наближеним до нового короля Фрідріха I Барбаросси. У 1154—1155 роках Оттон брав участь в першому італійському поході Фрідріха I, під час якого того було короновано імператорською короною. У 1155 році сміливість, яку проявив Оттон, врятувала життя імператора, на якого у Веронській ущелині напали розбійники.

### Пфальцграф
Після смерті свого батька стає новим пфальцграфом Баварії. У 1157 році Оттона VI разом з Райнальдом фон Дасселем було відправлено імператорським посланцем до Італії для того, щоб підготувати новий італійський похід Фрідріха I. В результаті Оттону і Рейнальду вдалося знайти в Італії союзників. У жовтні того ж року Оттон VI повернувся до Німеччини. Згодом супроводжував імператора до міста Безансон, де відбувся собор. Тут Оттон VI вдарив папського легата кардинала Роландо Бандінеллі.
У 1159 році Оттон VI очолив імператорське посольство до Рим, щоб встановити контакти з міською комуною, особливо знатними родами.
У 1179 році Оттона VI разом з молодшим братом Конрадом I, архієпископом Майнца, було спрямовано імператором до Італії з дипломатичним дорученням.

## Герцог
У 1180 році імператор Фрідріх I позбавив герцога Баварії та Саксонії Генріха Лева його володінь. Ці герцогства імператор розділив між своїми відданими прихильниками. На рейхстазі в Альтенбурзі у вересні 1180 року Баварія, з якої була виділена в окреме герцогство Штирія (передано Отакару IV), була передана Оттону VI. Титул пфальцграфа Оттон передав своєму молодшому братові, Оттону VII.
Баварська знать недоброзичливо зустріла нового герцога, в той час як духовенство його підтримало. Але до кінця свого правління Оттону, який тепер звався Отто I, при підтримці імператора, духовенства і братів Конрада і Оттона VII вдалося зміцнити свою владу в Баварії. 1182 або 1183 року у вдови герцога Меранії та Дахау викупив палац Дахау, що став резиденцією Віттельсбахів.
1183 року супроводжував імператора до Констанци, де було укладено мир між Фрідріхом I та Ломбардською лігою. Того ж року, повернувшись до родинного замку, раптово помер в Пфуллендорфі. Його старші сини померли рано, тому спадкоємцем став  син Людвіг, якому в цей час було всього дев'ять років.

## Родина
Дружина — Агнеса Лоонська, донька Людвіга I, графа Лооз.
Діти:
- Отто (1169—1181)
- Ульріх (1170)
- Агнес (1170)
- Софія (1170—1238), дружина Германа I, ландграфа Тюрингії
- Еліка (1171—д/н), дружина графа Дітріха фон Вассербурга
- Агнес (1172—1200), дружина графа Генріха фон Плайна
- Ріхарда (1173—1231), дружина Оттона I, графа гелдерна і Цютфена
- Людвіг (1173—1231), герцог Баварії у 1183—1231 роках
- Еліка (1176—д/н), дружина Адальберта III, графа Діллінгену
- Єлизавета (1178—д/н), дружина Бертольда II, графа Вобургу
- Мехтільда (1180—1231), дружина Рапото II, графа Ортенбургу